# Kerua
Kerua é o segundo álbum da banda belga Urban Trad.
Kerua vendeu mais de 30.000 cópias, tendo sido lançado nos países vizinhos e conseguindo aí também sucesso.

## Faixas
1. "Mecanix" (remix)
2. "Kerua"
3. "Sanomi"
4. "Il est bien temps/33"
5. "Lampang"
6. "Berim Dance"
7. "Quimper-Moscou"
8. "Get Reel"
9. "The Roses"
10. "Medina"
11. "Leina"
12. "Alto"
13. "Sanomi" (Eurovision Edit)
14. "Galicia"

## Desempenho nas paradas musicais
| Parada musical (2003) | Posição |
| --------------------- | ------- |
| Bélgica - Flandres    | 3       |
| Bélgica - Valónia     | 4       |